# Koceljeva
Koceljeva (cyr. Коцељева) – wieś w Serbii, w okręgu maczwańskim, siedziba gminy Koceljeva. W 2011 roku liczyła 4182 mieszkańców.